# Barthold Henrik Lulofs
Barthold Henrik Lulofs (Zutphen, 17 maart 1787 - Groningen, 20 juni 1849) was een Nederlands schrijver, dichter en hoogleraar Nederlandse taal- en letterkunde, welsprekendheid en vaderlandse geschiedenis aan de Rijksuniversiteit Groningen. Hij schreef tevens onder de pseudoniemen Bartholomaeus Ludolphides Gelrus, Hilarides en Jan de Schreeuwer.

## Biografie
Lulofs werd in 1787 in Zutphen geboren als zoon van mr. Johan Lulofs en van Constantia Wilhelmina Drijfhout, een dochter van de hoogleraar wijsbegeerte aan de Universiteit van Harderwijk Abraham Jacob Drijfhout. Na de Latijnse school begon hij in 1804 aan de studie rechten aan de Rijksuniversiteit Groningen. Samen met Theodorus van Swinderen, Gabinus de Wal (1785-1833), en W.R.J. de Sitter stichtte hij het gezelschap Veritas et officium voornamelijk ter beoefening van de kritische wijsbegeerte, geïnspireerd op het werk van Immanuel Kant. Hij volgde verder lessen in de Griekse en Romeinse letterkunde van Herman Bosscha, over de algemene en vaderlandse geschiedenis en oudheden van Cornelis de Waal, over de wijsbegeerte van Seerp Gratama en over de rechtsgeleerdheid van Albertus Jacobus Duymaer van Twist (1775-1820). In 1810 promoveerde hij hier op het proefschrift "Dissertatio philosophico-juridica inauguralis, de libertate", een dissertatie over de vrijheid.
Na zijn studie keerde hij in 1810 terug naar Zutphen waar hij begon als pleitbezorger en later substituut-officier bij de rechtbank. In 1815 kreeg hij een aanstelling als hoogleraar aan de Rijksuniversiteit Groningen op de nieuwe leerstoel "Nederlandse taal en welsprekendheid". Hij aanvaardde deze post met een redevoering over de noodzakelijkheid van de beoefening der eigene Taal- en Letterkunde voor de zelfstandigheid en den roem eener Natie. Hij behield deze post tot zijn dood in 1849.
Lulofs was van moederszijde een neef, oomzegger, van de hoogleraar in de theologie Herman Muntinghe. Tijdens zijn studententijd woonde hij in bij zijn oom en tante in Groningen. Na het overlijden van zijn oom in 1824 schreef hij Lijkkrans bij den dood van mijnen waardigen oom Herman Muntinghe, doctor in de godgeleerdheid en rustend hoogleeraar in derzelver faculteit aan 's Rijks Hoogeschool te Groningen.

## Publicaties
- 1809. Dissertatio philosophico-juridica inauguralis, de libertate. Proefschrift Groningen.
- 1811. Louise: een landelyk gedicht in drie idyllen.
- 1819. Schets van een Overzigt der Duitsche taal of der Germaansche taaltakken .
- 1826. Vlugtige woorden over Nederlandsche taalzuivering en taalverrijking.
- 1831. Nederlandsche redekunst, of grondbeginselen van stijl en welsprekendheid
- 1833. Gronden der Nederlandsche woordafleidkunde, voor zoo ver dezelve eenigzins zeker is.
- 1836. Mengelwerk: Macbeth, treurspel van William Shakespeare, uit het Engels, in de voetmaat van het oorspronkelijk, vertaald en opgehelderd door Jurriaan Moulin.
- 1841. Kakographie, of opstellen met deze en gene feilen in taal en stijl, benevens eenige taalkundige aanteekeningen.
- 1877. De kunst der mondelijke voordracht of uiterlijke welsprekendheid.

## Trivia
In Zutphen is in de wijk Leesten een B.H. Lulofsstraat.